# 青物横丁商店街
青物横丁商店街（あおものよこちょうしょうてんがい）は、東京都品川区南品川にある、南北の旧東海道と東西のジュネーブ平和通りを軸とした十字面型の広域商店街。地域の人々からは「あおよこ」の名称で親しまれている。

## 概要
東海道五十三次の一番宿として古くから旅人に親しまれた旧品川宿を中心に立地。その名は江戸時代の「野菜（青物）市場」に由来し、昭和初期まで大きな八百屋が軒を連ね賑わっていた。弘法大師空海が9世紀に開山した「品川寺（ほんせんじ）」は、江戸六地蔵に数えられる高さ約3mの巨大地蔵や、樹齢300年の大銀杏、4代将軍徳川家綱寄進の大梵鐘などで有名。また、新撰組の土方歳三が定宿としていた茶屋「釜屋」跡地もある。江戸を偲ぶ文化遺産が多い一方、隣接する東品川には、高層マンションやオフィスビルが建ち並ぶ最新ベイエリアが展開。早くからICポイントカードを導入しメールマガジンを配信するなど情報技術への積極的な取り組みも盛ん。歴史と新しさが交錯する商店街として知られている。商店街のキャッチコピーは「好きですあおよこ」。

## 主要な施設・店舗
- 天妙国寺（日蓮の直弟子天目上人開山、伊藤一刀斎やお祭り佐七等のお墓）
- 品川寺（空海開山、江戸六地蔵、大銀杏、大梵鐘、東海七福神・毘沙門天）
- 海雲寺（平蔵地蔵の由来、千躰荒神堂、千躰荒神祭の縁日）
- 真了寺（象の門、水垢離修行、ペットの霊園）
- 釜屋跡（新撰組の定宿、品川寺境内入口の斜め前）
- 畳松岡（1779年創業、大正時代の建物が健在）
- スーパー平野屋（江戸時代創業） 2018年閉店
- 竹内外科医院（レトロモダンな洋館）
- 江田青果店
- 和菓子司鷲子
- うなぎ 丸富
- 双葉鮨
- 天ぷら 蕎麦 竹惣 閉店
- 焼肉おもにα
- カフェムジカ
- スパゲティーハウスオリーブ
- ビストロ おきみくら
- 家系ラーメン まこと家
- 東横イン青物横丁
- タワーレコード本社 2010年渋谷へ移転
- アイトーショップ＆ショールーム

## 周辺の主要な祭り
諏訪大明神正月大祭・水垢離 （みずごり）
真了寺。年1回 （1月23日に近い日曜）。褌姿で冷水を浴びる荒行。
千躰荒神祭
海雲寺。年2回 （3月と11月の27日28日）。江戸時代より続く台所の神様のお祭り。縁日で賑わう。
虚空蔵尊祭
養願寺。年2回 （4月と11月の13日に近い土日）。十三歳より十五歳までにお参りすると、福・徳・智が授かると云われている。大祭日には本尊の御開帳もあり、護摩が焚かれ多くの参詣人で賑わう。丑年と寅年生まれの守り本尊。
南の天王祭
荏原神社。年1回 （6月1週目の土日）。圧巻は「御神面神輿海中渡御」。船で運んだお神輿をお台場の海で担ぐ。通称「かっぱ祭」と呼ばれる奇祭のひとつ。
北の天王祭
品川神社。年1回 （6月2週目の土日）。品川神社の大神輿を担ぐため地元の氏子は元より日本全国から人々が集う。最終日の夕方から始まる本社惣町神輿宮入が圧巻。急階段を担ぎ上がる。約100軒の屋台と人で旧東海道が賑わう。
おいらん道中
八ッ山橋から品川橋に掛けて。年1回（6月2週目の土）。夜の旧東海道を、江戸時代の花魁（おいらん）がかむろを従えてゆったりと歩く豪華絢爛な世界。
観音大祭
品川寺。年1回 （9月最終日曜）。修験者による火渡りの荒行等。
品川宿場祭
八ッ山橋から青物横丁に掛けて。年1回 （9月最終土日）。露店が並んだ旧東海道で、江戸時代の町人や武士に扮した地元の人々が駕籠や飛脚でねり歩く姿が圧巻。富くじや歌など趣向を凝らした企画で毎年盛り上がる。

## 最寄駅
- 京浜急行電鉄本線 青物横丁駅
- 東京臨海高速鉄道りんかい線 品川シーサイド駅

## 最寄高速道路出入口
- 首都高速湾岸線 大井南出入口

## 歴史
- 1904年 - 青物横町（現：青物横丁）駅開業。
- 1989年 - 青物横丁商店会発足。
- 1990年 - 品川寺大梵鐘ジュネーブ返還60周年記念事業「第1回しながわ宿場祭」開催。
- 2001年 - ICポイントカード「あおよこカード」を独自導入。
- 2002年 - 品川シーサイド駅開業。
- 2004年 - あおよこ街路灯完成導入。
- 2007年5月 - 旧東海道を石畳で舗装。
- 2007年5月 - goo「行ってみたい東京都内の活気がある商店街ランキング」で15位ランクイン。
- 2008年2月 - ポイントカードを交通系ICカード（PASMO・Suica）へ切り替え導入。
- 2008年2月 - 携帯メール会員サービス「あおよこタッチャン」を導入。
- 2008年5月10日 - テレビ東京系『出没!アド街ック天国』が青物横丁を紹介。
- 2008年7月 - 「あおよこタッチャン」で「IT Japan Award 2008」準グランプリを受賞
- 2008年11月 - 「あおよこタッチャン」で「第4回東京商店街グランプリ」優秀賞を受賞
- 2009年1月 - テレビ朝日系『スーパーJチャンネル』が青物横丁を特集。